# Самсонув-Цьонгле
Самсонув-Цьонгле (пол. Samsonów-Ciągłe) — село в Польщі, у гміні Загнанськ Келецького повіту Свентокшиського воєводства.
У 1975-1998 роках село належало до Келецького воєводства.